# Лесной кри
Лесной кри (Woods Cree) — находящаяся под угрозой исчезновения разновидность языка кри, на котором говорит народ кри, проживающий в Канаде юго-западнее от города Чурчилл, далеко к северу от штатов Манитоба и Саскачеван. Также является непалатализованным th-диалектом.

## Генетическая классификация
Язык (или диалект) лесной кри — один из индейских языков Северной Америки. Он относится к алгской языковой семье, алгонкинской подсемье. Входит в группу близкородственных языков кри. Является th-диалектом, так как протоалгонкинский [l] в современном лесном кри имеет рефлекс [ð]. Равнинный кри на месте исторического [l] имеет [j] (и называется y-диалектом), болотный кри — [n] (n-диалект), а мусский кри сохраняет [l] (l-диалект).
На лесном кри говорит коренное население Северной Америки, проживающее на западе и северо-западе Канады, в провинциях Манитоба, Саскачеван, Альберта и на Северо-западных территориях. В перечисленных провинциях есть несколько резерваций народа Лесной кри.

## Социолингвистическая характеристика

### Число носителей
Число носителей точно не определено и составляет, по разным оценкам, от 1 840 человек (для которых лесной кри — первый язык) до 100 000 человек (вероятно, включены носители любых языков группы кри).
Согласно переписи населения Канады 2016 года, всего понимающих лесной кри, учитывая природных носителей, в стране 2 665.

### Статус языка
Кри (включая все его диалекты, в том числе и лесной кри) — один из семи официальных языков Северо-Западных территорий, однако представляет собой внутриобщинный/домашний бытовой язык: носители кри всё чаще переходят на французский и английский для ежедневного общения.
В качестве мер по восстановлению численности говорящих на кри существуют курсы по обучению языку в Канаде и США. Также осуществляется радиовещание на кри.

### Дочерние языки
На основе языков группы кри образовались следующие смешанные языки:
- мичиф — кри-французский смешанный язык;
- банги — кри-гэльский смешанный язык.

## Список использованной литературы
1. ᓀᐦᐃᖬᐍᐏᐣ Nīhithawīwin (Woods and Rocky Cree) (англ.). Native-Land.ca. https://native-land.ca/maps/languages/woods-and-rocky-cree/  Дата обращения: 23 апреля 2023.
2. Cree Language (англ.). www.thecanadianencyclopedia.ca. https://www.thecanadianencyclopedia.ca/en/article/cree-syllabics Дата обращения: 23 апреля 2023.
3. Glottolog 4.7 - Woods Cree. glottolog.org. https://glottolog.org/resource/languoid/id/wood1236 Дата обращения: 23 апреля 2023.
4. Statistics Canada Government of Canada. Census Profile, 2016 Census - Canada [Country] and Canada [Country]. www12.statcan.gc.ca (8 февраля 2017). https://www12.statcan.gc.ca/census-recensement/2016/dp-pd/prof/details/page.cfm?Lang=E&Geo1=PR&Code1=01&Geo2=PR&Code2=01&SearchText=Canada&SearchType=Begins&SearchPR=01&B1=Language&TABID=1&type=0 Дата обращения: 23 апреля 2023.
5. Woods Cree (англ.). UNESCO WAL. https://en.wal.unesco.org/languages/woods-cree Дата обращения: 23 апреля 2023.
6. Cree Language and the Cree Indian Tribe (Iyiniwok, Eenou, Eeyou, Iynu, Kenistenoag). www.native-languages.org. http://www.native-languages.org/cree.htm Дата обращения: 23 апреля 2023.
7. Woods Cree (англ.) // Wikipedia. — 2023-01-24. https://en.wikipedia.org/w/index.php?title=Woods_Cree&oldid=1135460007
8. Starks, Donna Joy. 1992. Aspects of Woods Cree syntax. Ann Arbor: UMI. (Doctoral dissertation, University of Manitoba; xv+431pp.)